# Orga
Orga (オルガ Oruga?) är en utomjordisk kaiju som dök upp för första gången i filmen Godzilla 2000: Millennium från 1999.
Sedan dess har monstret synts i följande TV-spel: Godzilla: Destroy All Monsters Melee från 2002 (släpptes till Gamecube och Xbox), Godzilla: Save the Earth från 2004 (Playstation 2 och Xbox) samt Godzilla: Unleashed från 2007 (Wii, Playstation 2 och Playstation Portable)